# ماغاي غوي
ماغاي غوي (بالفرنسية: Magaye Gueye)‏ (6 يوليو 1990 فرنسا - ) هو لاعب كرة قدم سنغالي، يلعب كمهاجم، شارك في الألعاب الأولمبية الصيفية 2012.

## وصلات خارجية
ماغاي غوي على موقع الاتحاد الدولي (مؤرشف)  (الإنجليزية)
- ماغاي غوي على موقع اتحاد تركيا (لاعب) (الإنجليزية)
- ماغاي غوي على موقع رابطة كرة القدم الفرنسية للمحترفين (الإنجليزية)
- ماغاي غوي على موقع قاعدة بيانات كرة القدم.إي يو (الإنجليزية)
- ماغاي غوي على موقع ليكيب (الفرنسية)
- ماغاي غوي على موقع Soccerbase.com (لاعب) (الإنجليزية)
- ماغاي غوي على موقع Soccerway.com (الإنجليزية)
- ماغاي غوي على موقع عالم كرة القدم.نت (الإنجليزية)
- ماغاي غوي على موقع أوليمبيديا (الإنجليزية)
- ماغاي غوي على موقع AS.com (الإسبانية)